# Proxalto Lebensversicherung
Die Proxalto Lebensversicherung ist ein deutsches Lebensversicherungsunternehmen mit Sitz in München. Das Unternehmen befindet sich im Run-Off und gehört seit 2019 unter diesem Namen zum Abwicklungsspezialisten Viridium.

## Geschichte
Die Proxalto Lebensversicherung geht auf das unter der Marke „Generali“ bis 2018 vertriebene Lebensversicherungsgeschäft der Generali Deutschland zurück, für das zuvor das Neugeschäft eingestellt worden war. Dieses umfasst auch das ursprünglich seit 1913 betriebene Lebensversicherungsgeschäft der Volksfürsorge, die 1988 von der AachenMünchener übernommen und 2008 mit der damaligen Generali Lebensversicherung verschmolzen worden war, sowie den bereits zuvor integrierten Bestand der vormaligen Deutscher Lloyd Lebensversicherung.
Im Juli 2018 gab die Assicurazioni Generali per Pressemitteilung bekannt, 89,9 % an der Generali Lebensversicherung an die Viridium zu veräußern. Nachdem das durch die BaFin verantwortete Inhaberkontrollverfahren durchlaufen worden war, wurde mit Wirkung zum 30. April 2019 der mehrheitliche Erwerb des mit einem Wert von knapp 1 Mrd. Euro taxierten Lebensversicherers abgeschlossen. Nachdem bereits im Juni 2019 die Umbenennung in Proxalto angekündigt und die Versicherten diesbezüglich informiert worden waren, erfolgte am 7. Oktober des Jahres die offizielle Umfirmierung. Die Umbenennung wurde durchgeführt, um eine mögliche Verwechslung mit den weiterhin von der Generali unter ihrem Markennamen angebotenen Lebensversicherungsprodukten zu vermeiden.
Da sich das Unternehmen im Run-Off befindet, d. h. es wird aktiv kein Neugeschäft mehr gezeichnet, wickelt sich das bestehende Versicherungsportfolio über Versicherungsfälle, Abläufe und Rückkäufe ab. Entsprechend sinken die Beitragseinnahmen im Zeitverlauf, 2023 verzeichnete das Unternehmen als Umsatz 2076,3 Mio. Euro gebuchte Bruttobeiträge nach 2149,8 Mio. Euro im Vorjahr.
Im Sommer 2022 machte die Proxalto Schlagzeilen, als es im Zuge der Modernisierung der Kernsysteme zu Problemen bei der Auszahlung der Kundenleistungen kam. Auch bei den Beschwerden von Versicherten bei der BaFin dominierte das Unternehmen 2023, als 462 der insgesamt 1342 von der Aufsichtsbehörde bearbeiteten Beschwerden über deutsche Lebensversicherer auf das Unternehmen entfielen.